# Santa Ana Ateixtlahuaca
Santa Ana Ateixtlahuaca es una comunidad en el municipio de Santa Ana Ateixtlahuaca, en el estado de Oaxaca. Santa Ana Ateixtlahuaca está a 1821 metros de altitud. 

## Geografía
Está ubicada a 18° 7' 24.6" latitud norte y 96° 32' 31.56" longitud oeste.

## Población
Según el censo de población de INEGI del 2010: la comunidad cuenta con una población total de 380 habitantes, de los cuales 193 son mujeres y 187 son hombres. Del total de la población 343 personas hablan alguna lengua indígena.

## Ocupación
El total de la población económicamente activa es de 114 habitantes, de los cuales 90 son hombres y 24 son mujeres.